# Une chance pas croyable
Pour plus de détails, voir Fiche technique et Distribution.
Une chance pas croyable (Outrageous Fortune) est un film américain réalisé par Arthur Hiller, sorti en 1987.

## Synopsis
Deux aspirantes actrices aux personnalités opposées se voient contraintes de s'associer lorsque le petit ami qu'elles ignoraient avoir en commun disparaît mystérieusement.

## Fiche technique
- Titre français : Une chance pas croyable
- Titre original : Outrageous Fortune
- Réalisation : Arthur Hiller
- Scénario : Leslie Dixon
- Musique : Alan Silvestri
- Photographie : David M. Walsh
- Montage : Tom Rolf
- Production : Robert W.Cort & Ted Field
- Sociétés de production : Touchstone Pictures, Silver Screen Partners II & Interscope Communications
- Société de distribution : Buena Vista Pictures
- Pays :  États-Unis
- Langue : Anglais
- Format : Couleur - Dolby - 35 mm - 1.85:1
- Genre : Comédie
- Durée : 95 min

## Distribution
- Shelley Long (VF : Dorothée Jemma) : Lauren Ames
- Bette Midler (VF : Michelle Bardollet) : Sandy Brozinsky
- Peter Coyote (VF : Pierre Arditi) : Michael Sanders
- Robert Prosky (VF : Igor De Savitch) : Stanislav Korzenowski
- Anthony Heald (VF : Patrick Poivey) : Weldon
- John Schuck (VF : Sady Rebbot) : L'agent Atkins
- Gary Morgan (VF : Daniel Russo) : L'agent Fanansky
- George Carlin (VF : Philippe Dumat) : Franck
- Ji-Tu Cumbuka : Le chauffeur de taxi
- Christopher McDonald (VF : Jean-François Vlérick) : George
- Robert Pastorelli : Le dealer 1
- J.W.Smith : Le dealer 2
- Carol Ann Susi : La réceptionniste